# 二本杉峠

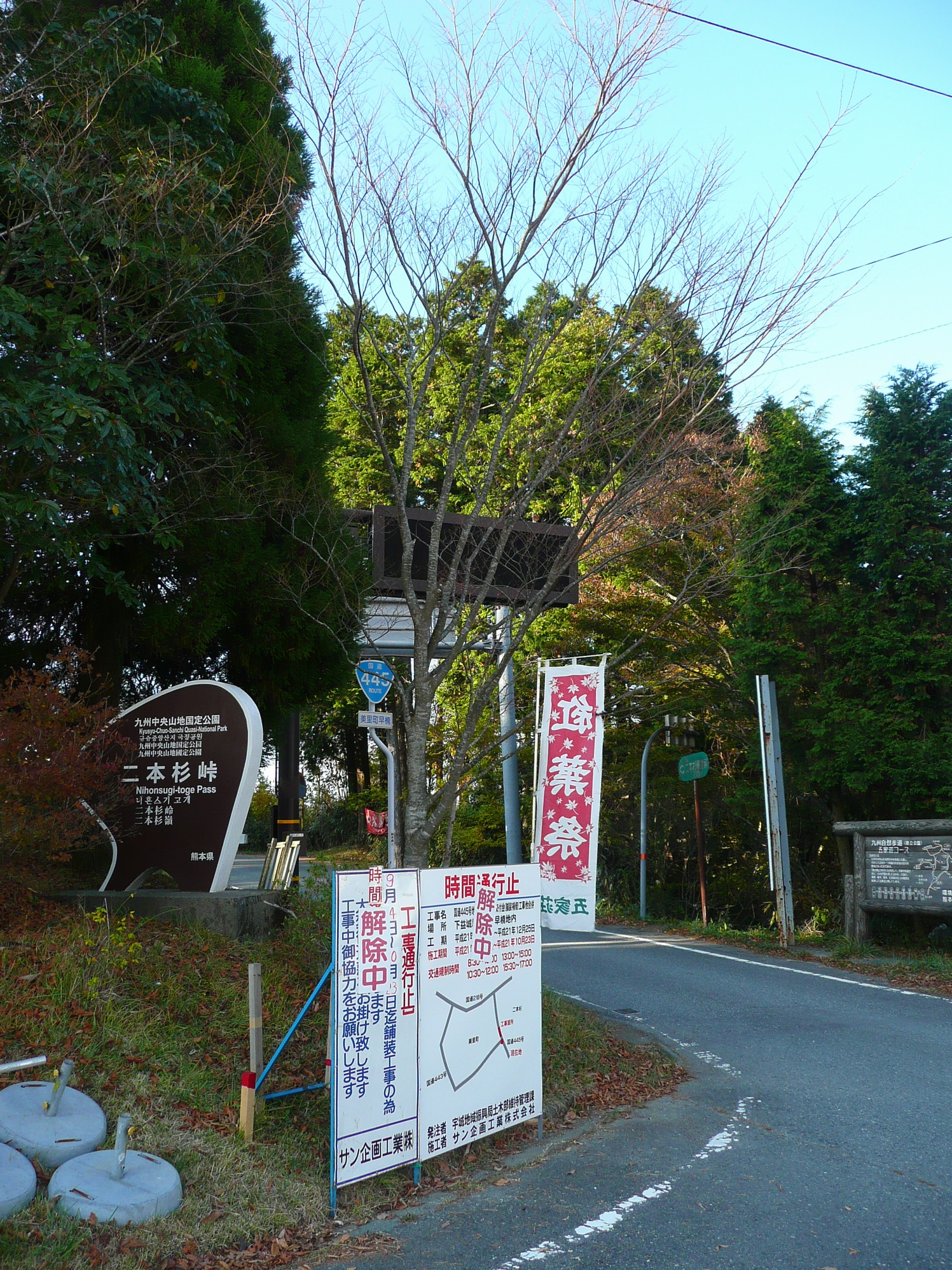
美里町側

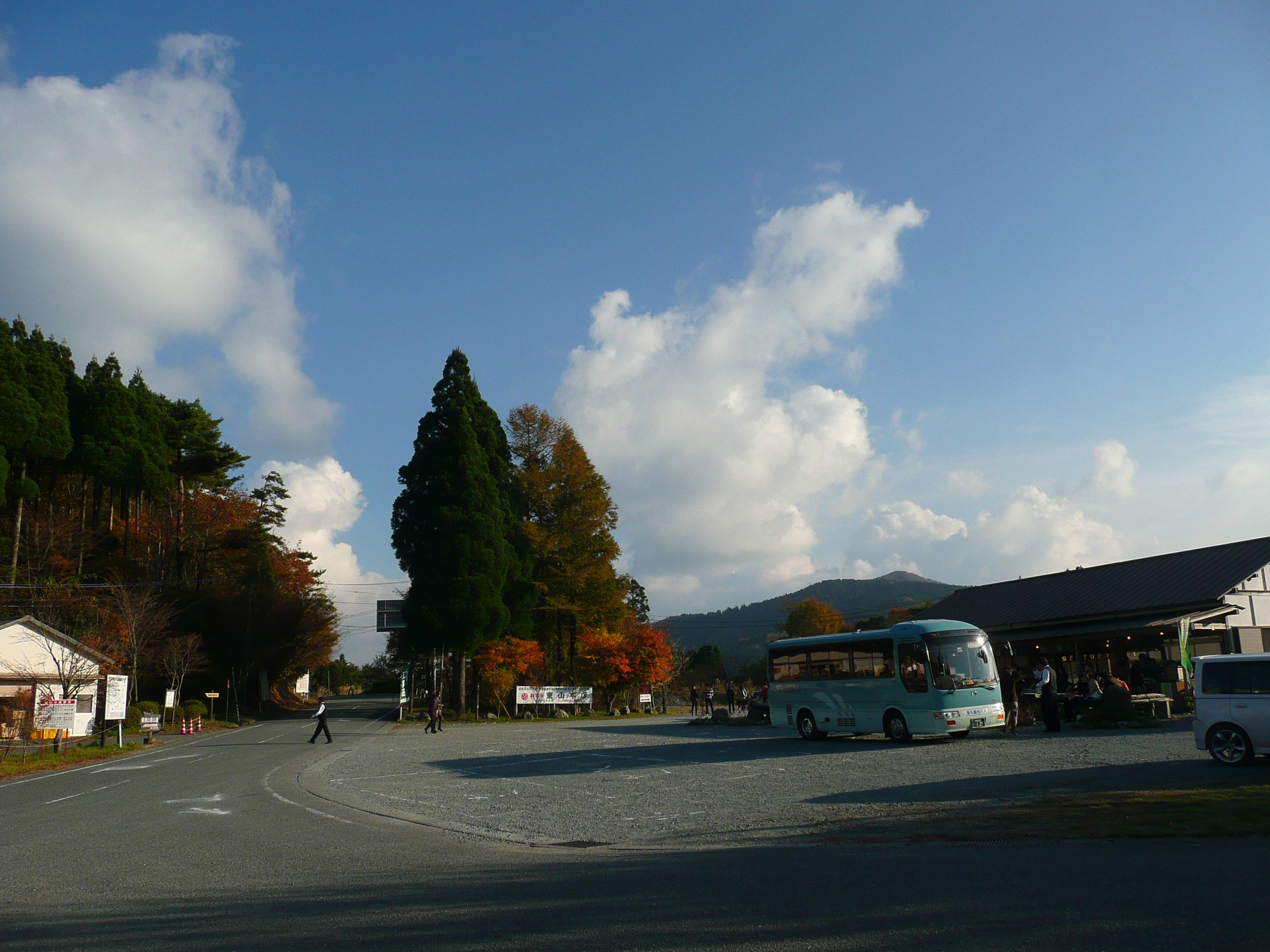
八代市泉町側

二本杉峠（にほんすぎとうげ）は、熊本県下益城郡美里町早楠と同県八代市泉町仁田尾の境に位置する国道445号の峠であり標高1,100mのところにある。

## 概要
美里町側の二本杉展望所からは甲佐岳を始め、金峰山や熊本平野、有明海、長崎県の雲仙岳を見ることができる。
峠付近は茶屋や散策路が整備されておりカタクリの群生地がある雁俣山（1315メートル）への登山道入口がある。
なお、峠の名はもとはスギの大木が2本存在したことに由来するが、このスギは1本だけとなっている。